# 徳島県道12号鳴門池田線
徳島県道12号鳴門池田線（とくしまけんどう12ごう なるといけだせん）は、徳島県鳴門市から三好市に至る県道（主要地方道）である。

## 概要

### 概説
吉野川左岸を東西に貫く幹線道路で、吉野川の右岸を通る国道192号に並行している。
高知、愛媛方面から高速道路を使わない神戸淡路鳴門自動車道への短絡道路としても利用されている。
毎年1月には徳島駅伝が行われるため交通規制がかかる。

### 路線データ
- 陸上距離：75.084 km（平成29年徳島県道路現況調書より。他に旧道8.329 km、新道3.343 km）
- 起点：徳島県鳴門市大津町吉永四番越（国道28号・徳島県道184号粟津港撫養線交点）
- 終点：徳島県三好市井川町西井川（国道192号交点）

## 歴史
- 1954年（昭和29年）11月12日 - 主要地方道鳴門池田線として認定。[要出典]
- 1972年（昭和47年）3月10日 - 徳島県道12号鳴門池田線に変更。[要出典]
- 1993年（平成5年）5月11日 - 建設省から、県道鳴門池田線が鳴門池田線として主要地方道に再指定される[1]。
- 2022年（令和4年）7月17日 - 共進〜新町工区の東工区 (1.8 km) の開通により、共進〜新町工区 (5.1 km) が全線開通[2]。

## 路線状況

### 名称・愛称
- 撫養街道（川北街道）：鳴門市
- 通称：鳴池（なるいけ）線

### 重複区間
- 徳島県道41号徳島北灘線（鳴門市大麻町板東牛ノ宮東 - 鳴門市大麻町桧野神ノ北）
- 徳島県道34号石井引田線（板野郡板野町羅漢字吉田 - 板野郡上板町引野）
- 徳島県道139号船戸切幡上板線（板野郡上板町引野 地内）
- 徳島県道14号松茂吉野線（阿波市吉野町五条馬場 - 阿波市吉野町柿原）
- 徳島県道2号津田川島線（阿波市市場町香美 - 阿波市市場町市場）
- 徳島県道125号市場学停車場線（阿波市市場町香美 地内）
- 徳島県道106号穴吹塩江線（美馬市脇町別所 地内）
- 国道438号（美馬市美馬町喜来市 - 美馬市美馬町天神・天神交差点）
- 徳島県道5号観音寺池田線（三好市池田町州津大深田・州津交差点 - 三好市井川町西井川・三好大橋南詰交差点、終点）

### 道の駅
- 道の駅三野
- 道の駅藍ランドうだつ（バイパス）
- 道の駅みまの里

## 地理

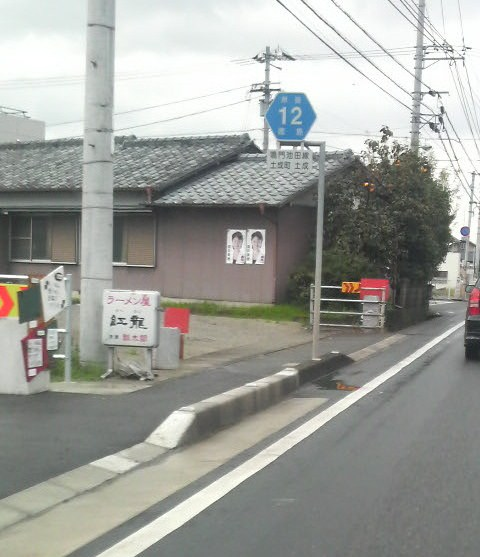
徳島県道12号
阿波市土成町土成で撮影。

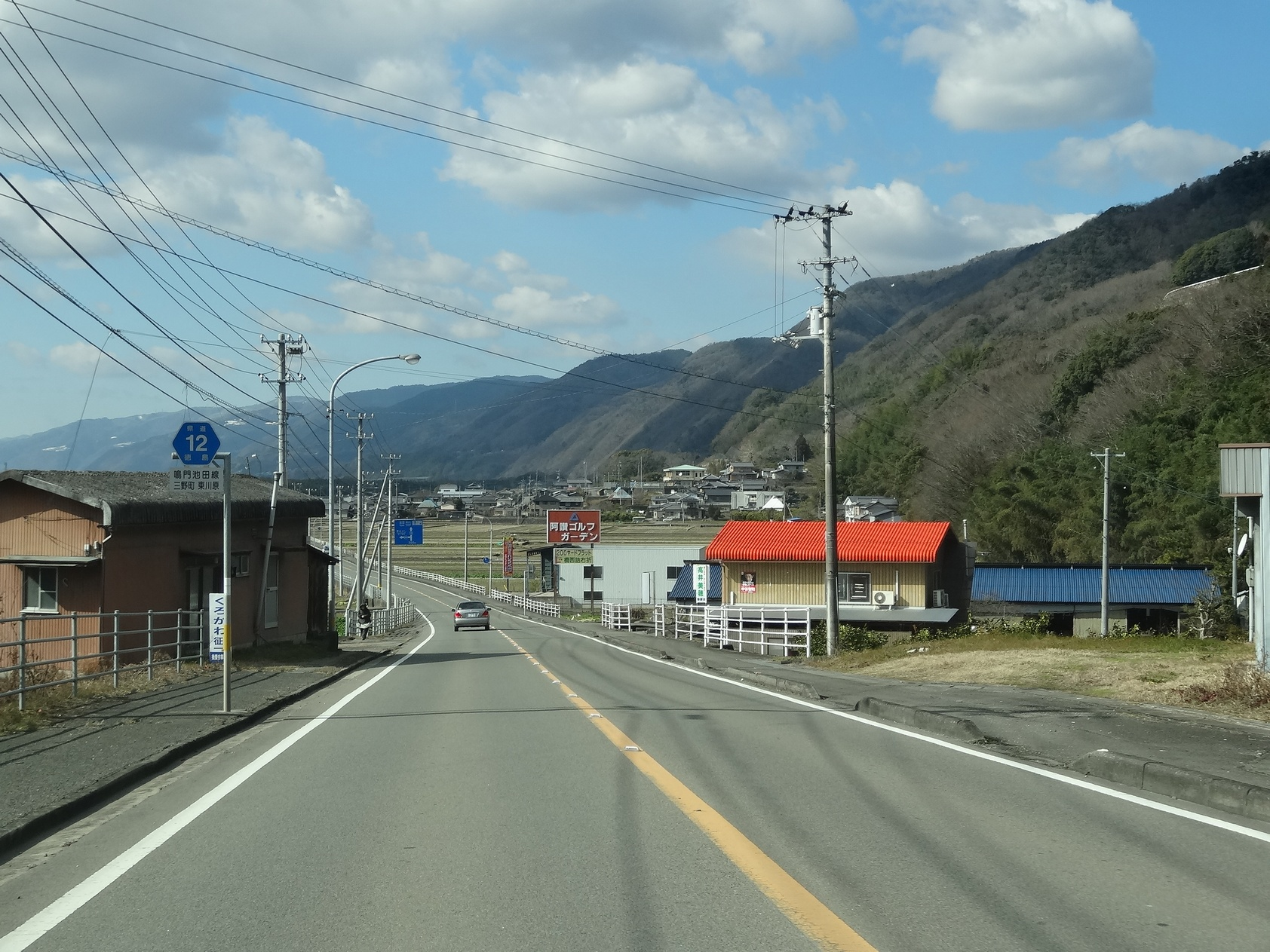
三好市三野町（池田方面）

### 通過する自治体
- 鳴門市
- 板野郡
  - 板野町
  - 上板町
- 阿波市
- 美馬市
- 三好市
- 三好郡
  - 東みよし町
- 三好市

### 交差する道路
- 国道28号・徳島県道184号粟津港撫養線（鳴門市大津町吉永四番越・吉永交差点、起点）
- 国道11号（鳴門市撫養町木津、立体交差）
- 徳島県道220号川内大代線（鳴門市大津町大代西賀屋）
- 徳島県道39号徳島鳴門線（鳴門市大津町大幸大将軍の越）
- 徳島県道228号大谷櫛木線（鳴門市大麻町大谷井利の肩 鳴門市大麻町大谷井利の肩）
- 徳島県道167号北島池谷停車場線（鳴門市大麻町池谷柳の本）
- 徳島県道41号徳島北灘線（鳴門市大麻町板東牛ノ宮東）
- 徳島県道166号板東停車場線（鳴門市大麻町板東大林）
- 徳島県道41号徳島北灘線・徳島県道225号檜藍住線（鳴門市大麻町桧野神ノ北）
- 高松自動車道 板野インターチェンジ・徳島県道229号板野インター線（板野郡板野町川端惣徳田・板野IC入口交差点）
- 徳島県道1号徳島引田線（板野郡板野町川端惣徳田）
- 徳島県道165号板野停車場線（板野郡板野町大寺泉口）
- 徳島県道1号徳島引田線・徳島県道122号板野川島線（板野郡板野町犬伏大坪）
- 徳島県道34号石井引田線（板野郡板野町羅漢字吉田）
- 徳島県道102号引田滝宮線・徳島県道234号高瀬神宅線（板野郡上板町神宅北屋敷）
- 徳島県道34号石井引田線・徳島県道139号船戸切幡上板線（板野郡上板町引野）
- 徳島県道139号船戸切幡上板線（板野郡上板町引野）
- 徳島県道14号松茂吉野線（阿波市吉野町五条馬場）
- 徳島県道235号宮川内牛島停車場線（阿波市吉野町西条西大竹）
- 徳島県道235号宮川内牛島停車場線（阿波市吉野町西条西大竹）
- 国道318号（阿波市土成町土成）北二条交差点
- 徳島県道236号浦池南原線（阿波市土成町土成）
- 徳島県道137号土成徳島線（阿波市土成町成当）
- 徳島県道237号切幡川島線（阿波市市場町大野島新ノ池）
- 徳島県道2号津田川島線（阿波市市場町香美）
- 徳島県道125号市場学停車場線（阿波市市場町香美）
- 徳島県道125号市場学停車場線（阿波市市場町香美）
- 徳島県道2号津田川島線（阿波市市場町市場）
- 徳島県道246号仁賀木山瀬停車場線（阿波市阿波町谷島）
- 徳島県道3号志度山川線（阿波市阿波町元町）
- 徳島県道139号船戸切幡上板線（阿波市阿波町南整理）
- 徳島県道139号船戸切幡上板線（阿波市阿波町西林 ）
- 国道193号（国道492号重複）（美馬市脇町拝原）
- 徳島県道252号大谷脇町線（美馬市脇町大字脇町）
- 徳島県道199号脇三谷線（美馬市脇町大字脇町）
- 徳島県道12号鳴門池田線 バイパス（美馬市脇町大字脇町）
- 徳島県道106号穴吹塩江線（美馬市脇町別所）
- 徳島県道106号穴吹塩江線（美馬市脇町別所）
- 徳島県道7号美馬塩江線（美馬市美馬町小長谷）
- 徳島県道131号美馬貞光線（美馬市美馬町轟）
- 国道438号（美馬市美馬町喜来市）
- 国道438号（美馬市美馬町天神・天神交差点）
- 徳島県道127号美馬半田線（美馬市美馬町中通）
- 徳島県道262号芝生中庄線（三好市三野町芝生）
- 徳島県道108号勝浦三野線（三好市三野町太刀野）
- 徳島県道264号出口太刀野線（三好市三野町太刀野）
- 徳島県道132号三加茂三好線（三好郡東みよし町足代）
- 徳島県道266号昼間辻線（三好郡東みよし町昼間）
- 徳島県道4号丸亀三好線（三好郡東みよし町昼間）
- 徳島県道5号観音寺池田線（三好市池田町州津大深田・州津交差点）
- 徳島県道267号白地州津線（三好市池田町州津西ノ久保・州津堂面交差点）
- 国道192号（池田町方面は徳島県道5号観音寺池田線重複）（三好市井川町西井川・三好大橋南詰交差点、終点）

### バイパス
- 国道193号（美馬市脇町拝原）【北緯34度3分45.0秒 東経134度10分9.4秒 / 北緯34.062500度 東経134.169278度】
- 徳島県道199号脇三谷線（美馬市脇町大字脇町）
- 徳島県道12号鳴門池田線（美馬市脇町大字脇町）【北緯34度4分11.1秒 東経134度8分9.9秒 / 北緯34.069750度 東経134.136083度】

## 橋梁
- 三好大橋 - 吉野川。